# Adil Atan
Adil Atan (Adapazarı, 1º gennaio 1929 – 18 aprile 1989) è stato un lottatore turco, specializzato nella lotta libera.

## Palmarès

### Olimpiadi
- Bronzo a Helsinki 1952 nei pesi medio-massimi.